# Ananas jadalny
Ananas jadalny (Ananas comosus (L.) Merr.), nazywany także ananasem właściwym lub a. czubatym – gatunek rośliny uprawnej, byliny z rodziny bromeliowatych (Bromeliaceae). W stanie dzikim występuje w Brazylii.

## Morfologia
ŁodygaSilnie skrócona, dorasta do 1,5 m.
LiścieDługie, sztywne, kłujące, na łodydze ułożone spiralnie.
KwiatyNiepozorne, ciasno stłoczone w liczbie ok. 200 w kwiatostanie. Sześciodzielne, czerwonofioletowe, wyrastają w kątach ostrych przysadek.
OwoceZwykle beznasienne jagody (powstają w wyniku partenokarpii), rzadko kwiaty są zapylane przez kolibry i wówczas rozwijają się w nich drobne, twarde nasiona. Owoce zrastają się z mięsistą osią kwiatostanu i liśćmi przykwiatowymi tworząc okazały, soczysty owocostan o wysokości około 20 cm i średnicy 14 cm (u odmian bywają też miniaturowe). Pozostałości kielicha i zewnętrzne części liści przykwiatowych tworzą zewnętrzną, twardą warstwę ochronną. Na szczycie owocostanu rozwija się korona liści (zawiązek pędu).

## Biologia
Owoc dojrzewa w okresie letnim. Obecnie dzięki opryskom kwasem naftylooctowym reguluje się rozwój roślin, aby plantacje dawały plon w ciągu całego roku. Pierwszy plon zbiera się po 18–24 miesiącach od założenia plantacji.
Są to rośliny generalnie przeprowadzające fotosyntezę CAM, chociaż badania wykazały, że w warunkach in vitro możliwa jest ich modyfikacja w roślinę C3. Ex vitro dzięki plastyczności morfologii oraz fizjologii Ananas comosus zależnie od warunków środowiska tj. intensywności światła i względnej wilgotności może zamiennie funkcjonować jako roślina C3 i roślina przeprowadzająca fotosyntezę CAM.

## Zastosowanie

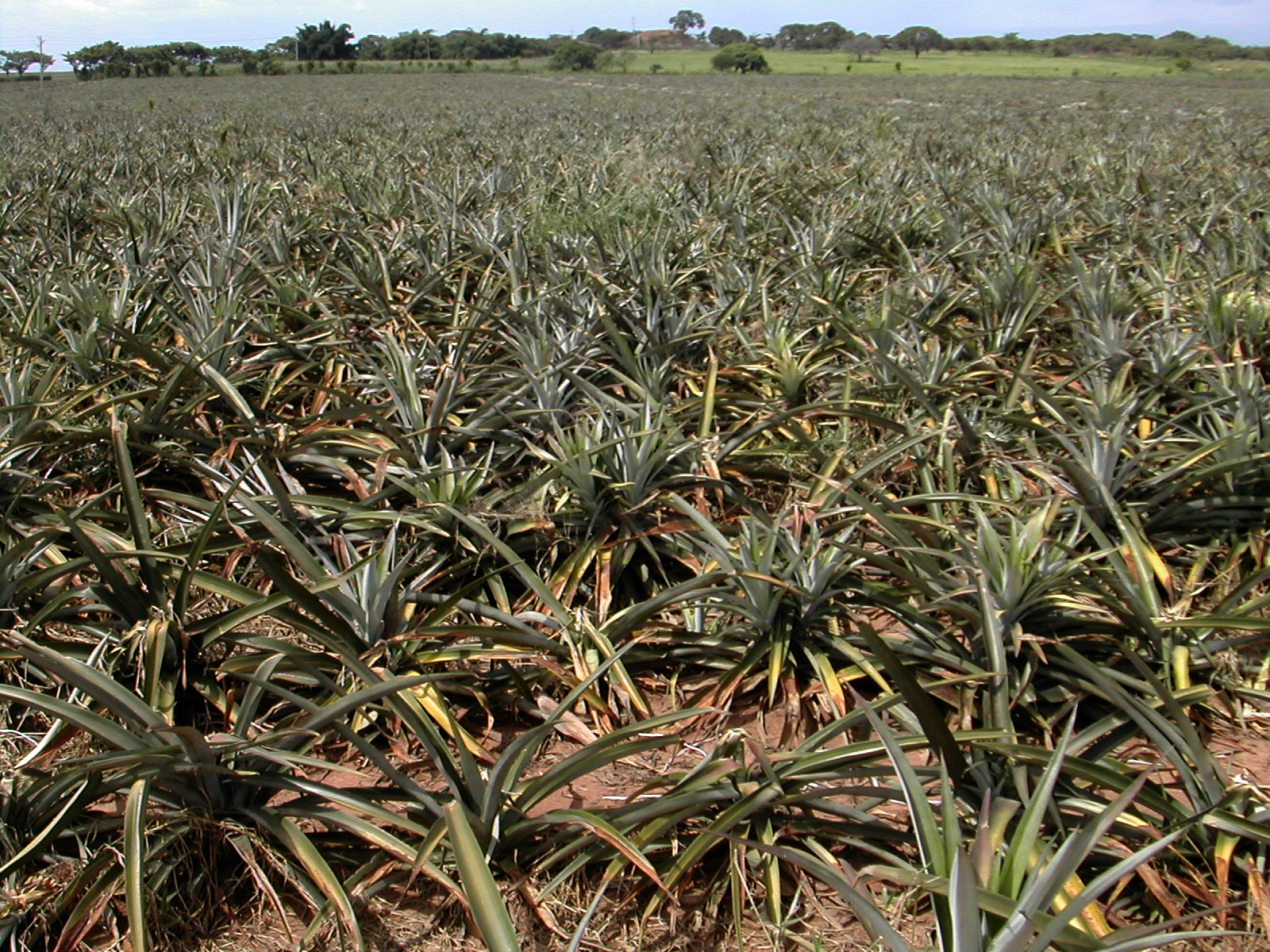
Uprawa polowa ananasów

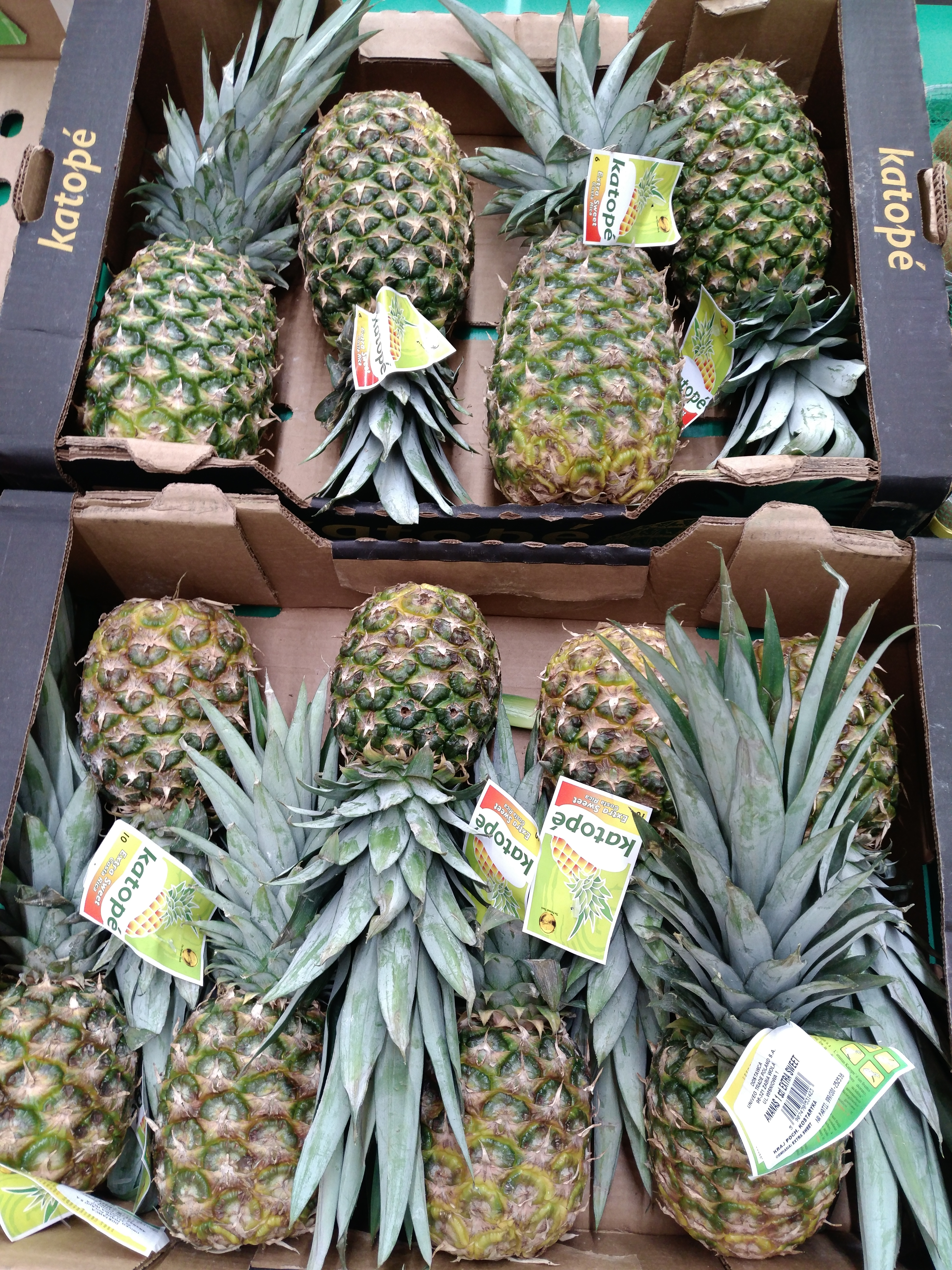
Ananasy w ofercie handlowej

### Roślina jadalna
Ananas był uprawiany w Ameryce na długo przed przybyciem Kolumba. Największe uprawy współcześnie znajdują się w Chinach, na Hawajach, Filipinach, Brazylii i Meksyku. W Europie na pocz. XVIII wieku rozwinęła się, zwłaszcza w Anglii, uprawa ananasa w szklarniach, która przetrwała do następnego stulecia. Pionierem jej w Polsce był w tym samym wieku brat króla Stanisława Augusta, Kazimierz Poniatowski, który założył szklarnie z ananasami w  warszawskich ogrodach Frascati. Ich roczna wydajność wynosiła 5 tys. owocostanów.
Sztuka kulinarna - duże soczyste i aromatyczne owoce nadają się do spożycia zarówno w stanie surowym jak i po przetworzeniu (soki, dżemy, kompoty).
Wartość odżywcza na 100 g: Wartość energetyczna to 235 kJ oraz 55 kcal. Woda to 85,5 g zawartości owocu. Białka stanowią 0,4 g, zaś tłuszcze 0,2 g (po 0,01 g kwasu palmitynowego i stearynowego; 0,02 g kwasu oleinowego; 0,04 g kwasu linolenowego i 0,03 g kwasu α-linolenowego). 
- Składniki mineralne na 100 g: sód - 1 mg; potas - 22 mg; wapń - 17 mg; fosfor - 12 mg; magnez - 15 mg; żelazo - 0,3 mg; cynk - 0,24 mg; miedź - 0,07 mg; mangan - 0,5 mg; jod - 0,2 mg[6].
- Witaminy na 100 g: witamina A - 7 µg; β-karoten - 42 µg; witamina E - 0,1 mg; tiamina - 0,09 mg; ryboflawina - 0,04 mg; niacyna - 0,4 mg; witamina B6 - 0,09 mg; foliany - 11 µg; witamina C - 15 mg[6].

Indeks glikemiczny ananasa wynosi 59.

### Roślina lecznicza
Surowcem są owocostany i łodygi, z których w drodze ekstrakcji pozyskuje się mieszaninę pięciu enzymów proteolitycznych określanych zbiorczo jako bromelina. Bromelina ma działanie przeciwzapalne, przeciwobrzękowe, poprawia trawienie, działa antyagregacyjnie na płytki krwi. Właściwości te zostały potwierdzone w badaniach klinicznych. Ponadto bromelina może potęgować działanie antybiotyków, dlatego trzeba być ostrożnym w czasie przyjmowania leków. Bromelina stanowi również jeden z podstawowych alergenów ananasa. Niedojrzały ananas może podrażniać gardło i wywoływać biegunkę.

## Znaczenie gospodarcze i produkcja
Ananas comosus wykorzystywany jest do produkcji soków i napojów, owoce dodaje się także do deserów mlecznych czy wypieków. pH ananasa i jego produktów oscyluje między 3,1 a 4,0, czyli ma charakter kwasowy. W trakcie produkcji produktów z ananasa należy zadbać o dezaktywację enzymów powodujących psucie (PPO, POD, PME), zachowując jednocześnie aktywność bromeliny, której jest źródłem. Ekstrakcja soku z ananasa na szeroką skalę wymaga 2-stopniowego wyciskania miąższu z ananasa. Pozostały miąższ (przecier) pozostający po ekstrakcji soku ciągle zawiera ważne materiały, które można wyekstrahować, które mogą poprawić finalną jakość soku. Sok z owocu ananasa jest źródłem witaminy A, B1, B2, B6, C oraz minerałów, takich jak: wapń, magnez, potas, żelazo i cynk. Zawiera także błonnik i enzymy. Dodając enzymy stapiające błonę komórkową te wartościowe składniki soku mogą być wyekstrahowane z miąższu. W soku ananasa znajdują się także takie enzymy jak: syntaza sacharozofosforanowa (SPS), syntaza sacharozy (SS) i inwertaza (AI). Enzymy te w połączeniu z warunkami środowiska i sposobem uprawy rośliny mają istotne znaczenie w metabolizmie cukrów zawartych w jej owocach. Cukry natomiast są najistotniejszym czynnikiem wpływającym na jakość i wartość odżywczą owoców.
| Najwięksi producenci ananasów (2018) (w tys. ton) | Najwięksi producenci ananasów (2018) (w tys. ton) |
| ------------------------------------------------- | ------------------------------------------------- |
| Kostaryka                                         | 3 418                                             |
| Filipiny                                          | 2 731                                             |
| Brazylia                                          | 2 650                                             |
| Tajlandia                                         | 2 113                                             |
| Indonezja                                         | 1 806                                             |
| Indie                                             | 1 706                                             |
| Nigeria                                           | 1 665                                             |
| Chiny                                             | 1 573                                             |
| Meksyk                                            | 1 000                                             |
| Kolumbia                                          | 900                                               |